# Dachhiri Dawa Sherpa

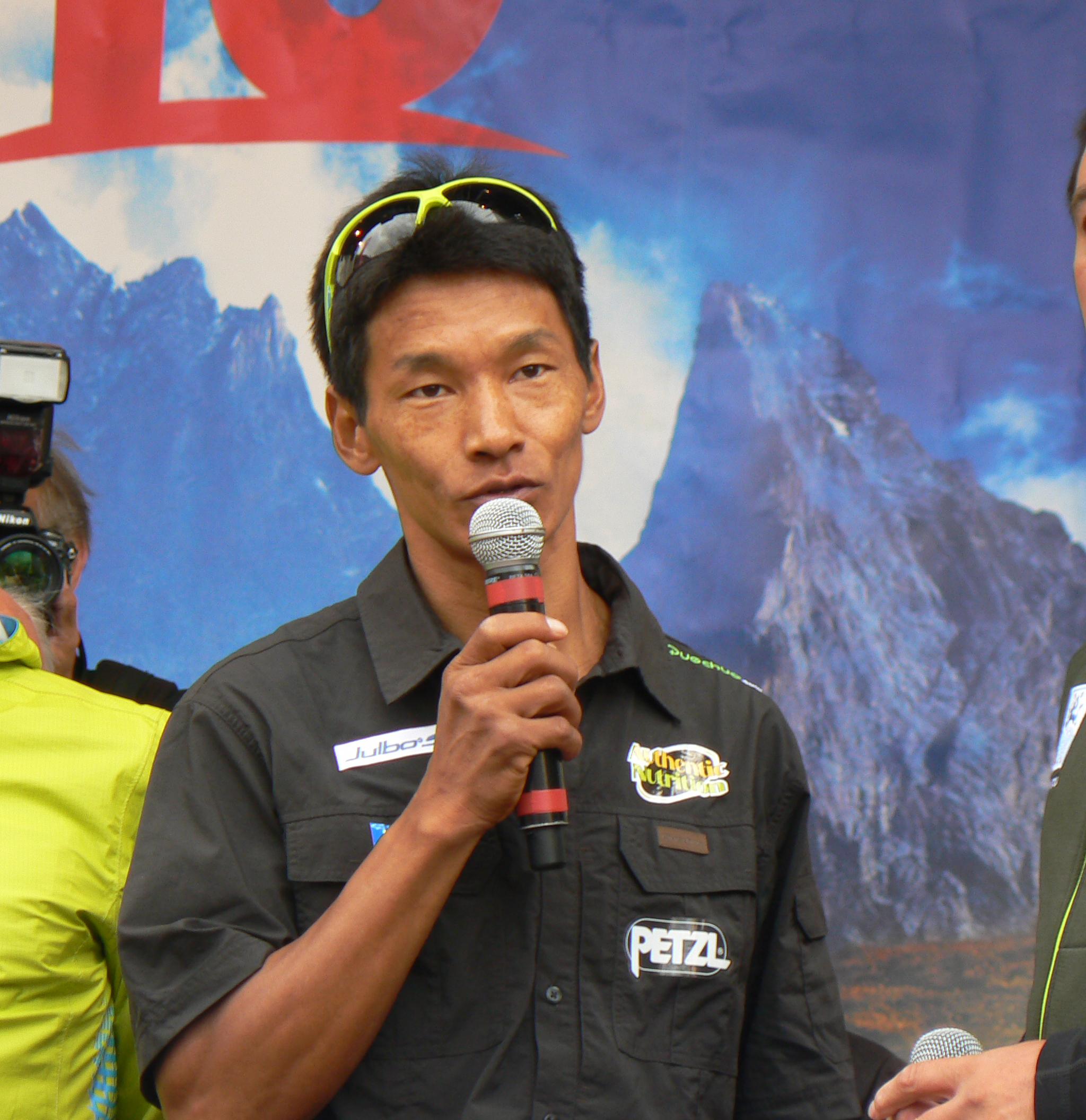
Dachhiri Dawa Sherpa beim Ultra-Trail du Mont-Blanc 2012

Dachhiri Dawa Sherpa (* 3. November 1969 in Chulemo-Taksindu) ist ein nepalesischer Berg- und Ultramarathonläufer sowie Skilangläufer.
Er gewann den ersten Ultra-Trail du Mont-Blanc 2003. 2004 und 2008 wurde er bei diesem Rennen Zweiter, 2007 Fünfter. 
Bekannt wurde er auch als einziger Teilnehmer seines Heimatlandes an den Olympischen Winterspielen 2006 in Turin, wo er im Skilanglauf-Wettbewerb über 15 km unter 99 gestarteten Teilnehmer den 94. Rang belegte. Bei den Nordischen Skiweltmeisterschaften 2009 in Liberec wurde er 127. im Freistilsprint; beim Verfolgungsrennen über 30 km kam er nicht ins Ziel. Auch für die Olympischen Winterspiele 2010 in Vancouver  qualifizierte er sich und beendete den 15 km Freistilwettbewerb als 92. von 96 Startern. Bei den Nordischen Skiweltmeisterschaften 2013 im Val di Fiemme erreichte er den 142. Platz über 15 km Freistil. Bei den Olympischen Winterspielen 2014 in Sotschi belegte er den 86. Platz über 15 km klassisch.
Dachhiri Dawa Sherpa ist seit 1998 verheiratet und lebt in Chêne-Bourg (Kanton Genf). Er ist in einem Bauunternehmen beschäftigt.